# 成層火山

日本を代表する成層火山の富士山

成層火山（せいそうかざん 英: stratovolcano）とは、ほぼ同一の火口からの複数回の噴火により、溶岩や火山砕屑物などが積み重なり形成された円錐状の火山のこと。地形と内部構造によって類別された火山形状の一つである。

## 概要

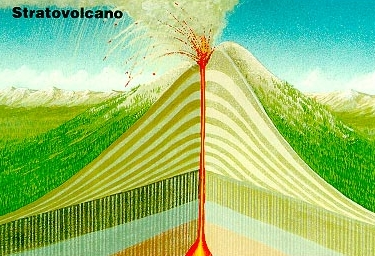
成層火山の断面図

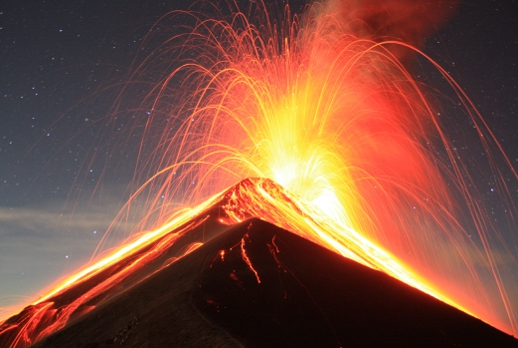
噴火する成層火山（フエゴ
グアテマラ）

複成火山であり、その火山体の形成までには複数回の噴火を必要とする。ほぼ同一の火口から噴火を繰り返すことにより、火口の周囲に溶岩および火山砕屑物・火砕流堆積物が積み重なり、火山体が形成されていく。火山体は溶岩および火山砕屑物・火砕流堆積物などの互層であり、それが層を成していることから、「成層」の名が付いた。なお、山体構成物は上記のほか、泥流堆積物も含まれる場合がある。
噴出口が同一であることから、火山体の形状は円錐状となる。円錐状であるために、しばしば広大な裾野を持つ。山体の傾斜は、火口に近いほど急であり、離れるほど緩やかなものとなる。中心部は噴出物の供給が多く、供給速度も大きいので、溶結したアグルチネートや溶岩が卓越し、離れるに従って非溶結火砕物の割合が大きくなる。マグマの性質としては、玄武岩から安山岩、デイサイトなど多様である。爆発的な噴火による火砕物の生成が必要であり、揮発性成分が多い島弧や沈み込み帯の火山に多く見られる。
活動期のものは、噴火により山体構成物が供給されるため円錐状をなすが、噴火が休止すると特に火口部周辺は傾斜が急なことと一部に火山砕屑物・火砕流堆積物を中心とした崩れやすい地質もあり、比較的早い速度で侵食が進み、山体形状が変化する。

## 寿命
火山学者の守屋以智雄によれば、日本の成層火山の活動は4期に大別され寿命は約50万年であるとしている。活動期間中に溶岩の性質、活動様式を変化させ一定の変化を辿る。
活動の経過
- 第1期：粘性の低いマグマ由来の噴出物で急速に成長、急峻な円錐形の山体を形成。（例：富士山、クリュチェフスカヤ山）
- 第2期：マグマの粘性が高くなり、ガスと共に爆発性の噴火を起こす。
- 第3期：更にマグマの粘性が上がり、爆発性の噴火に移行する。
- 第4期：カルデラの形成、軽石、火砕流の噴出、溶岩ドームの形成などが数回。

## 主な成層火山

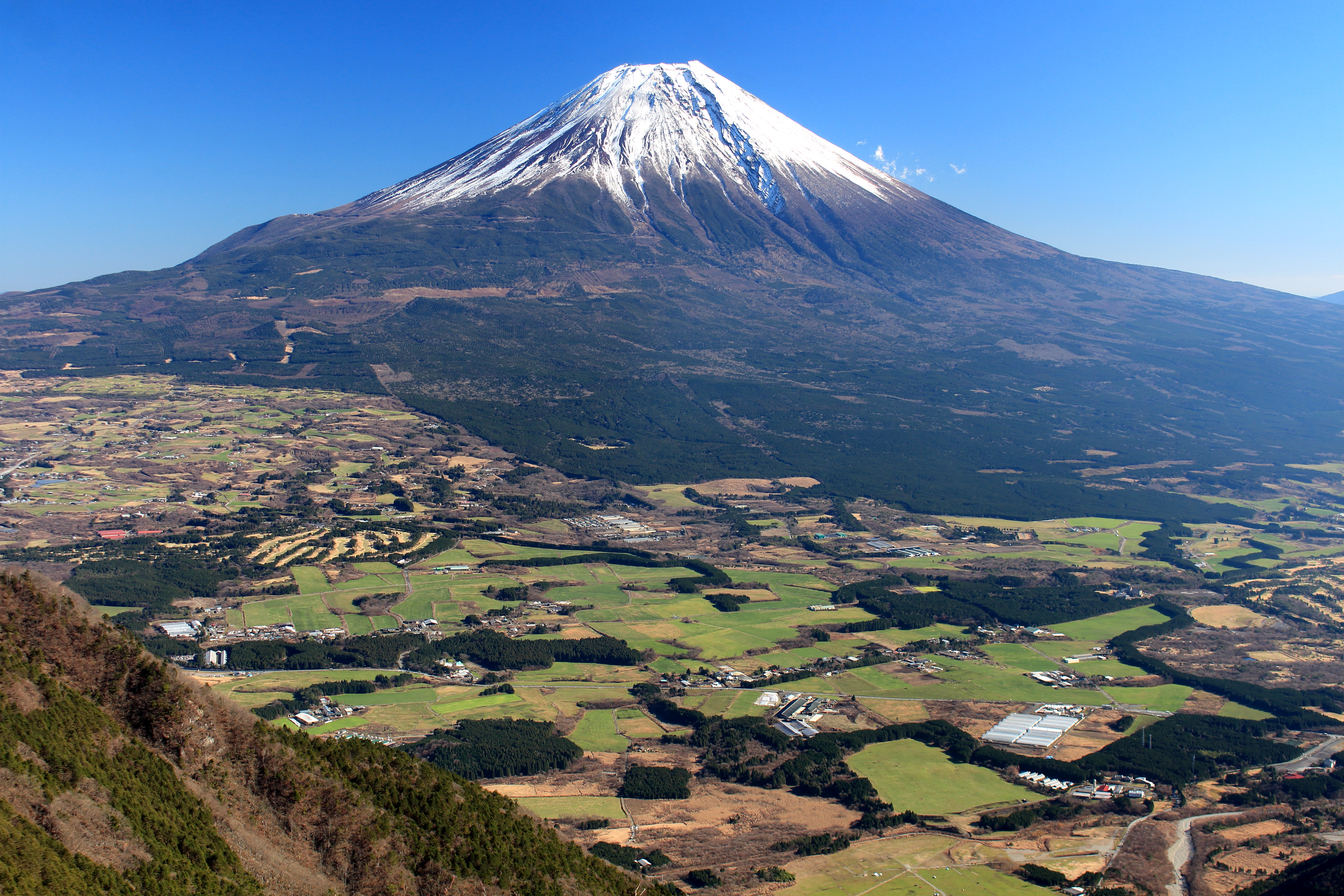
富士山
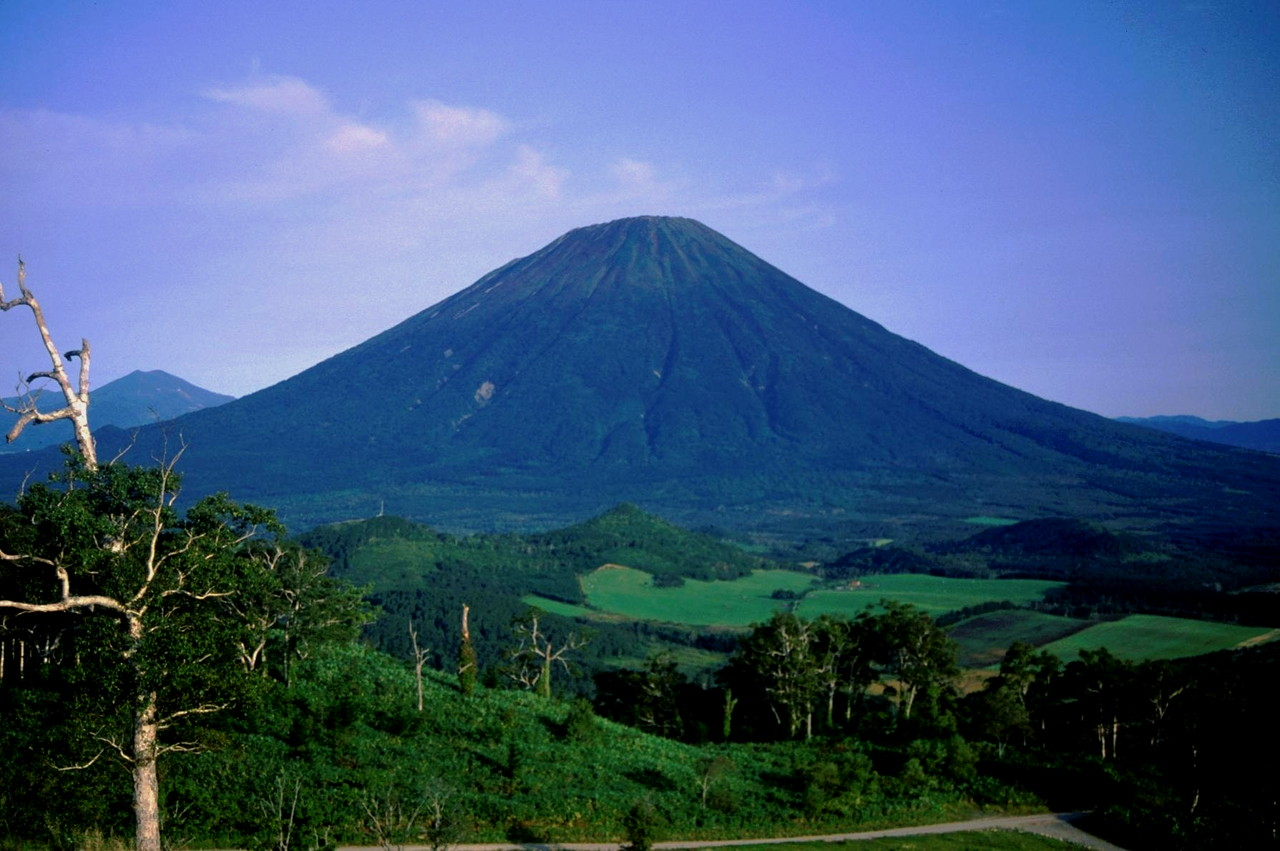
羊蹄山
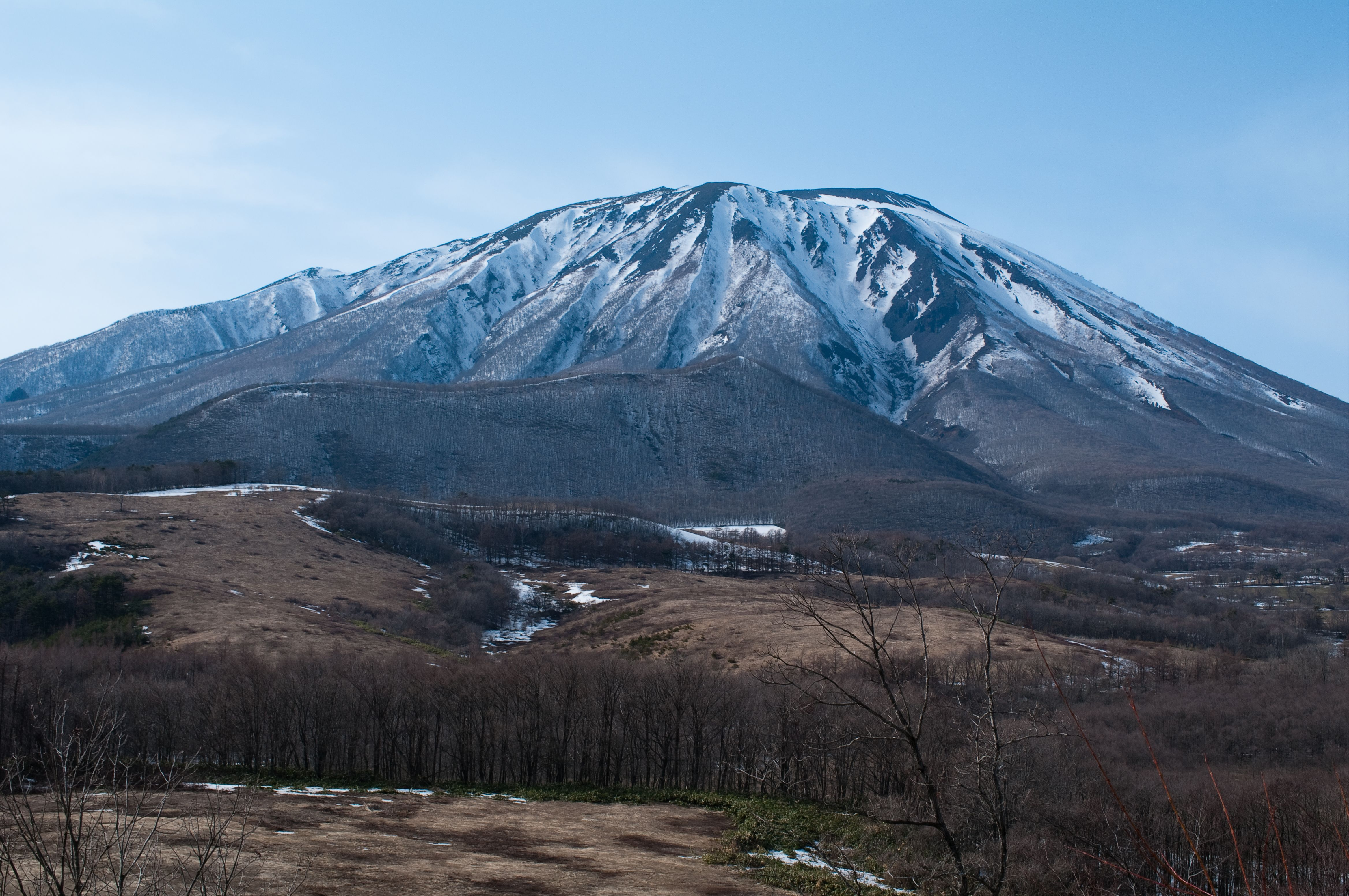
岩手山
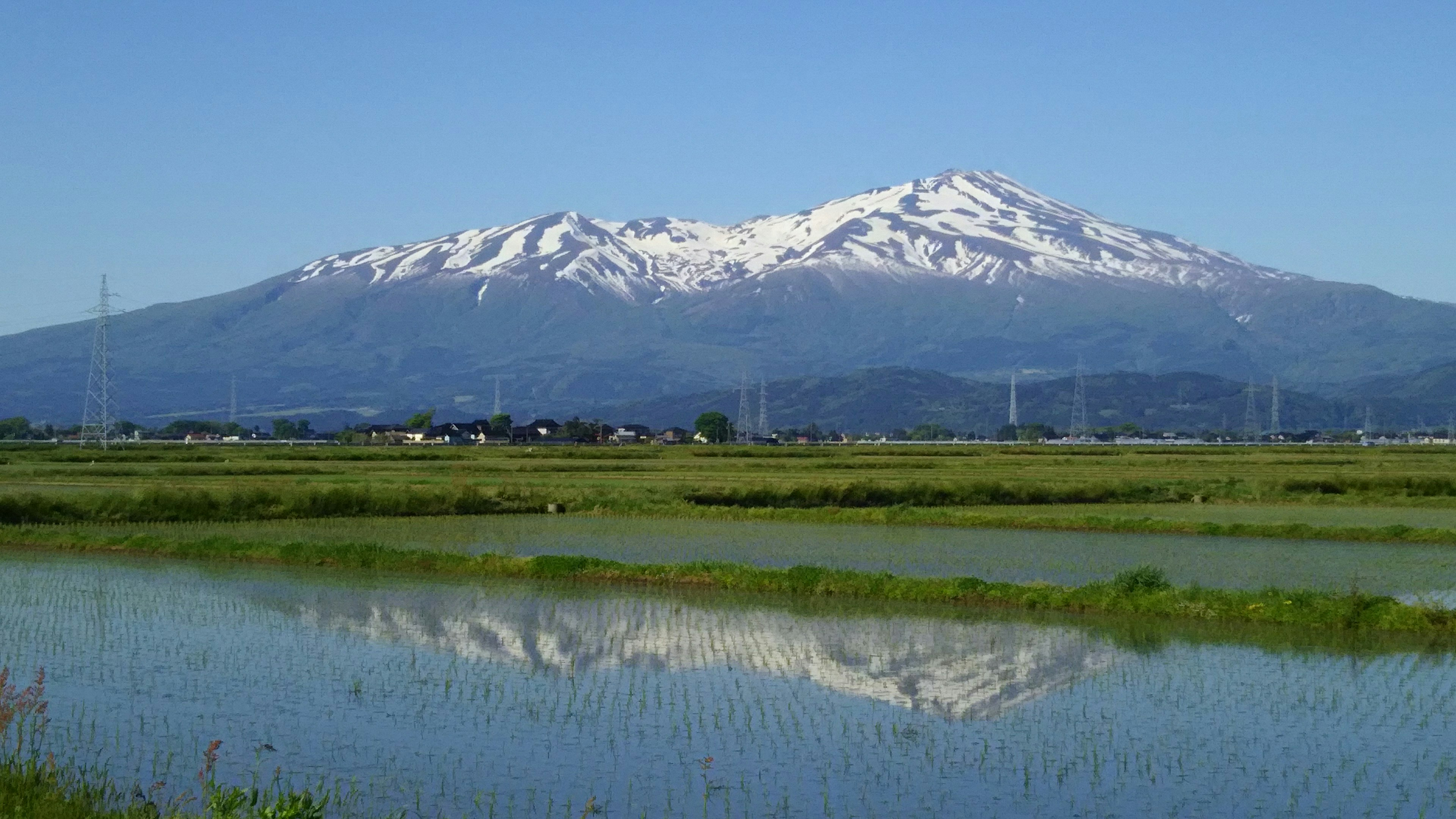
鳥海山
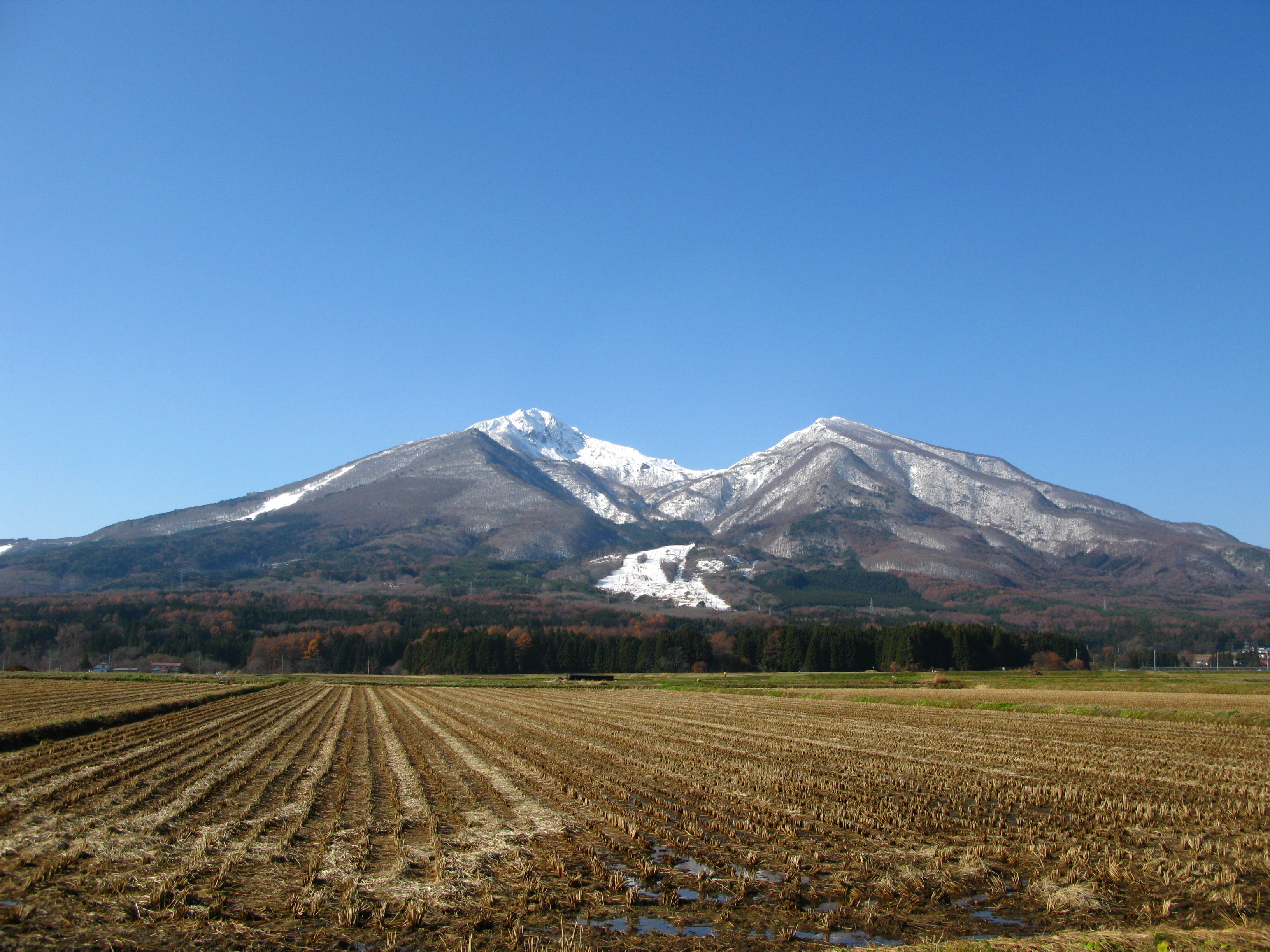
磐梯山
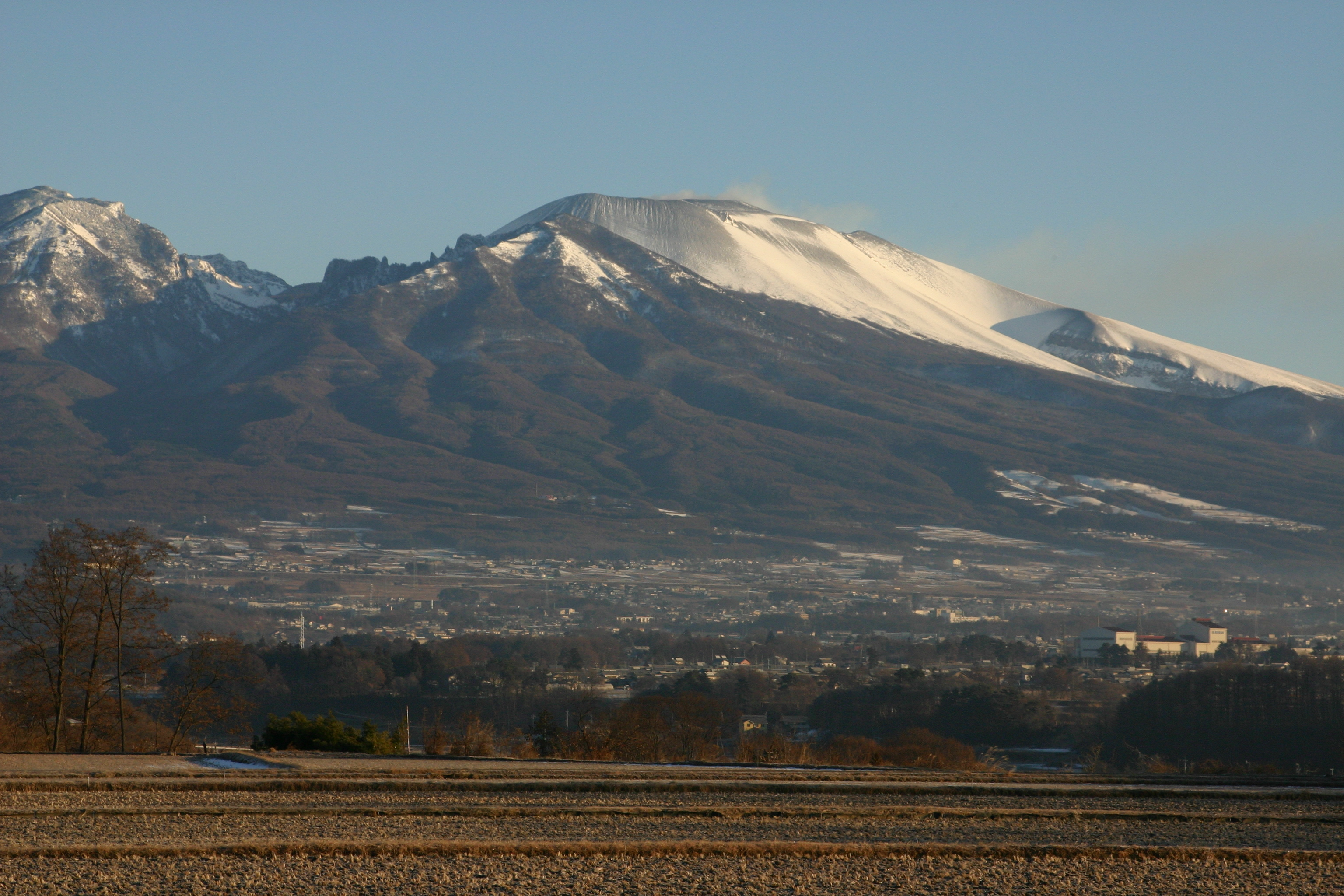
浅間山
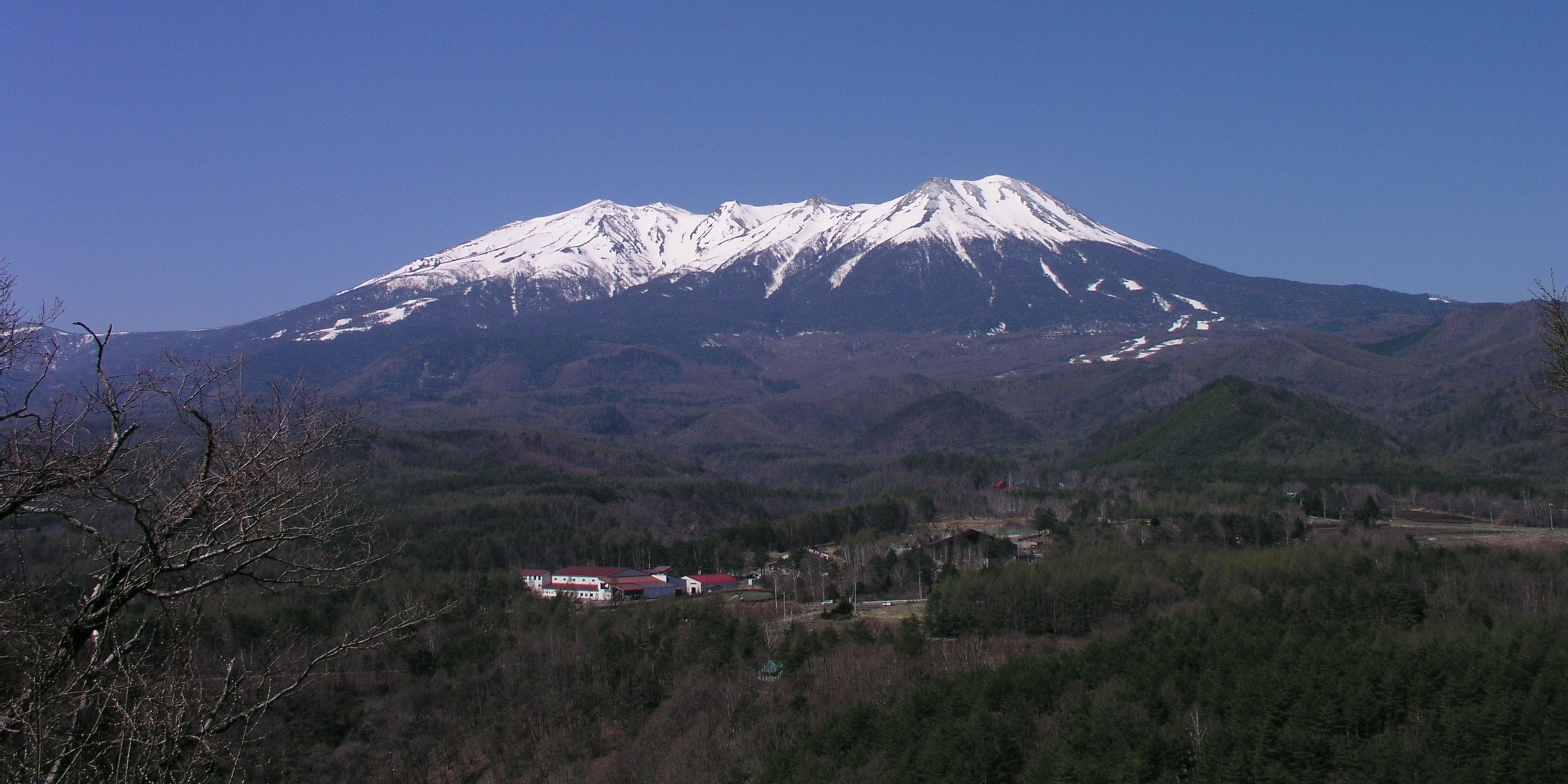
御嶽山
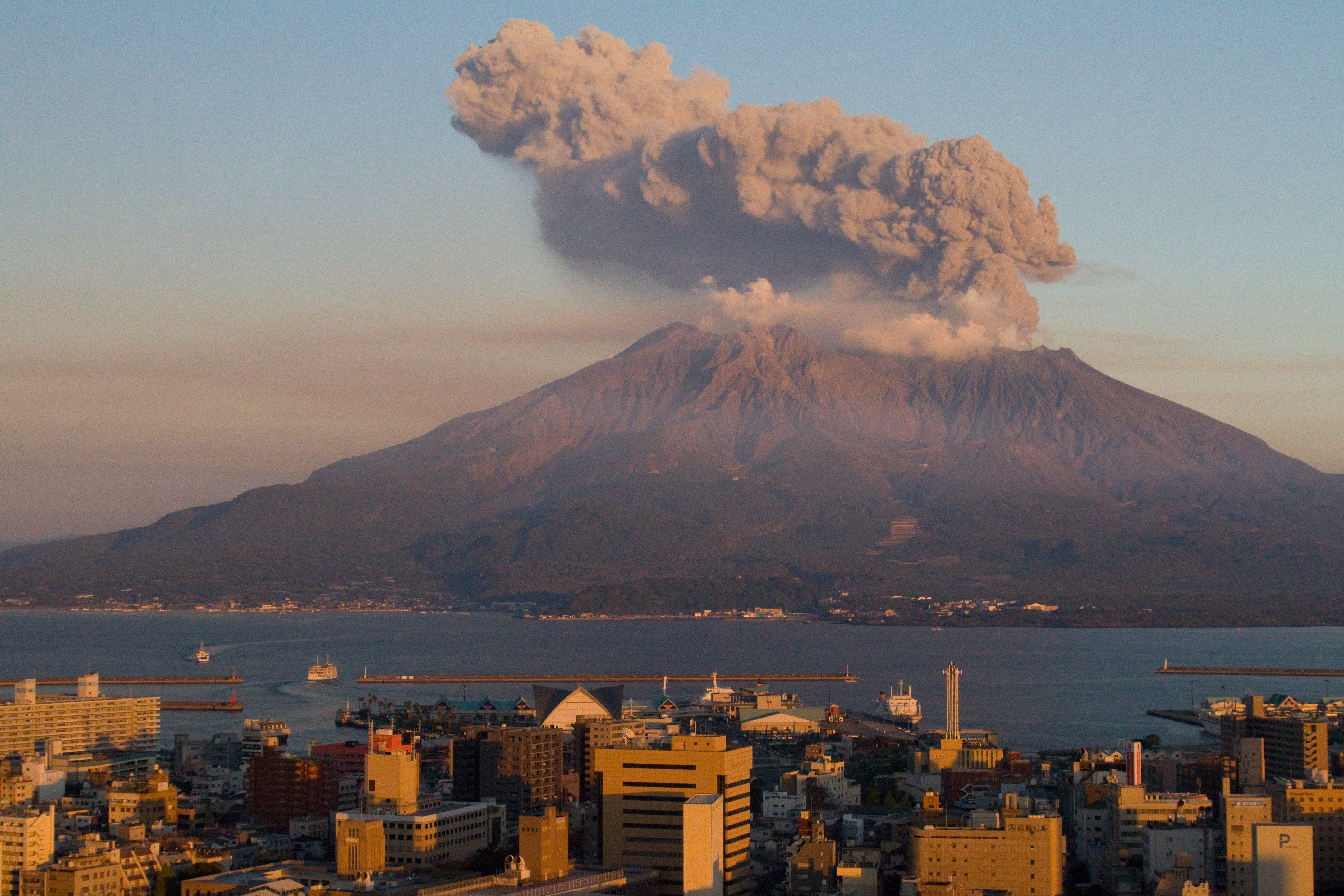
桜島
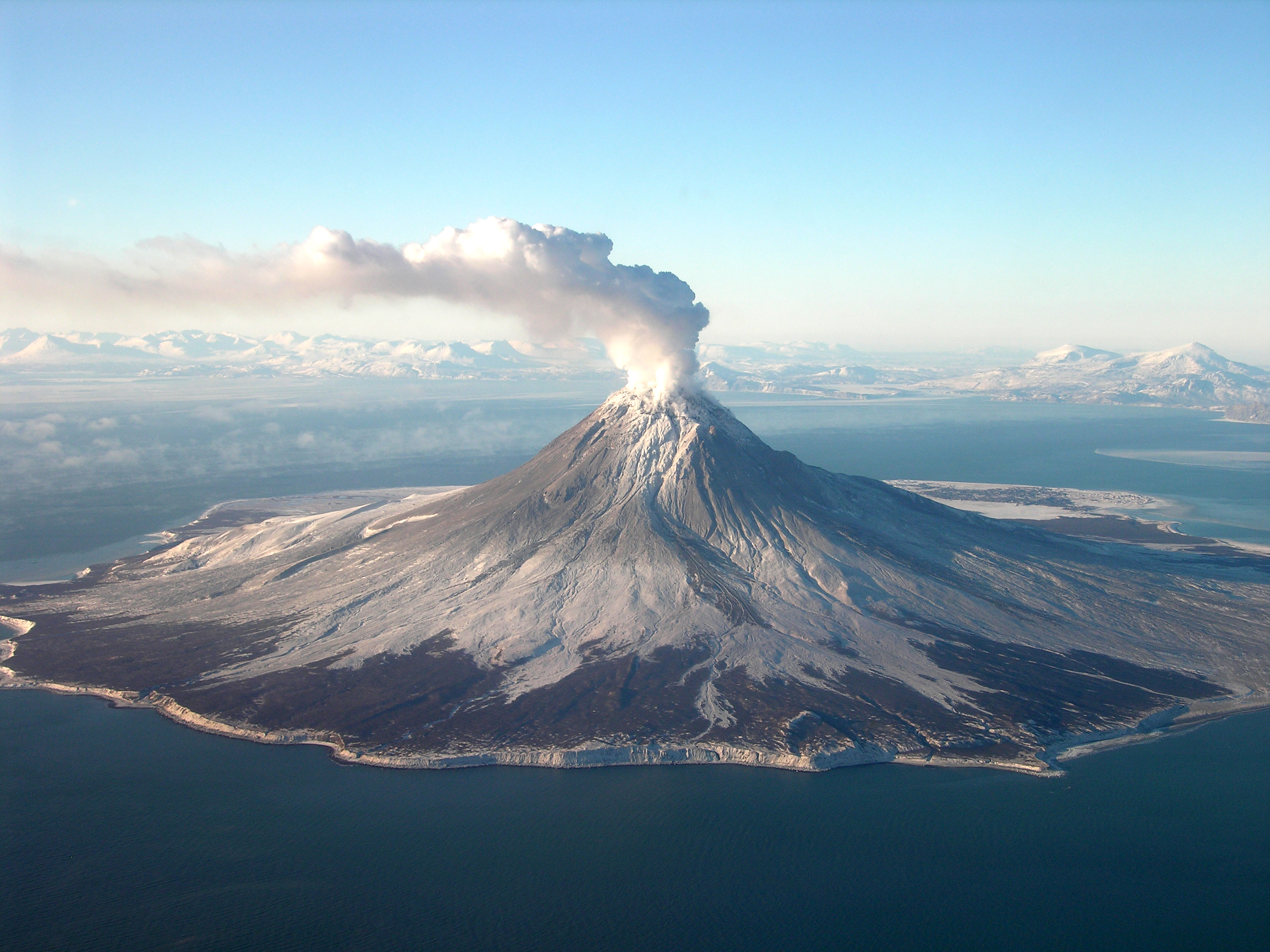
オーガスティン アメリカ
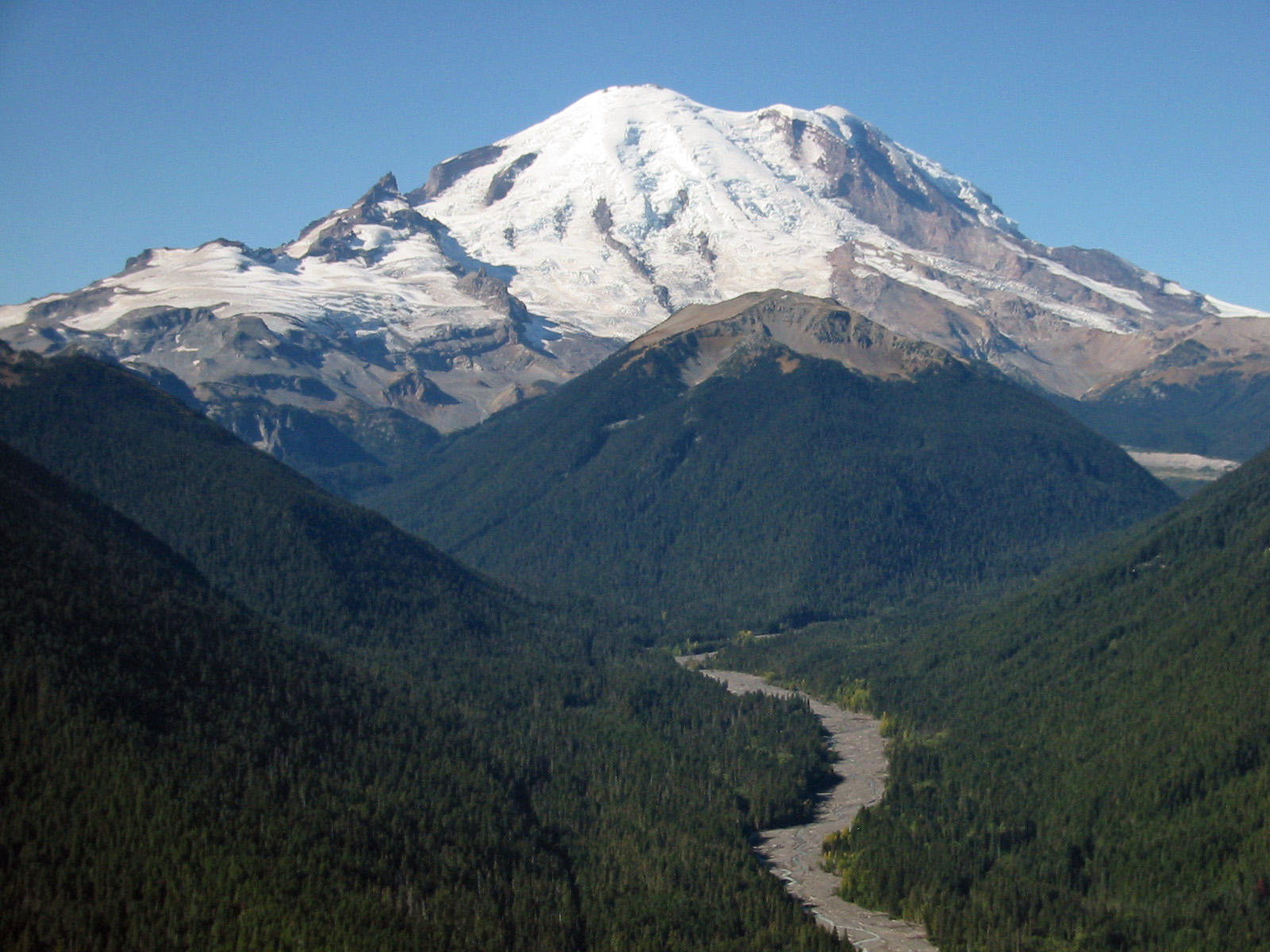
レーニア アメリカ
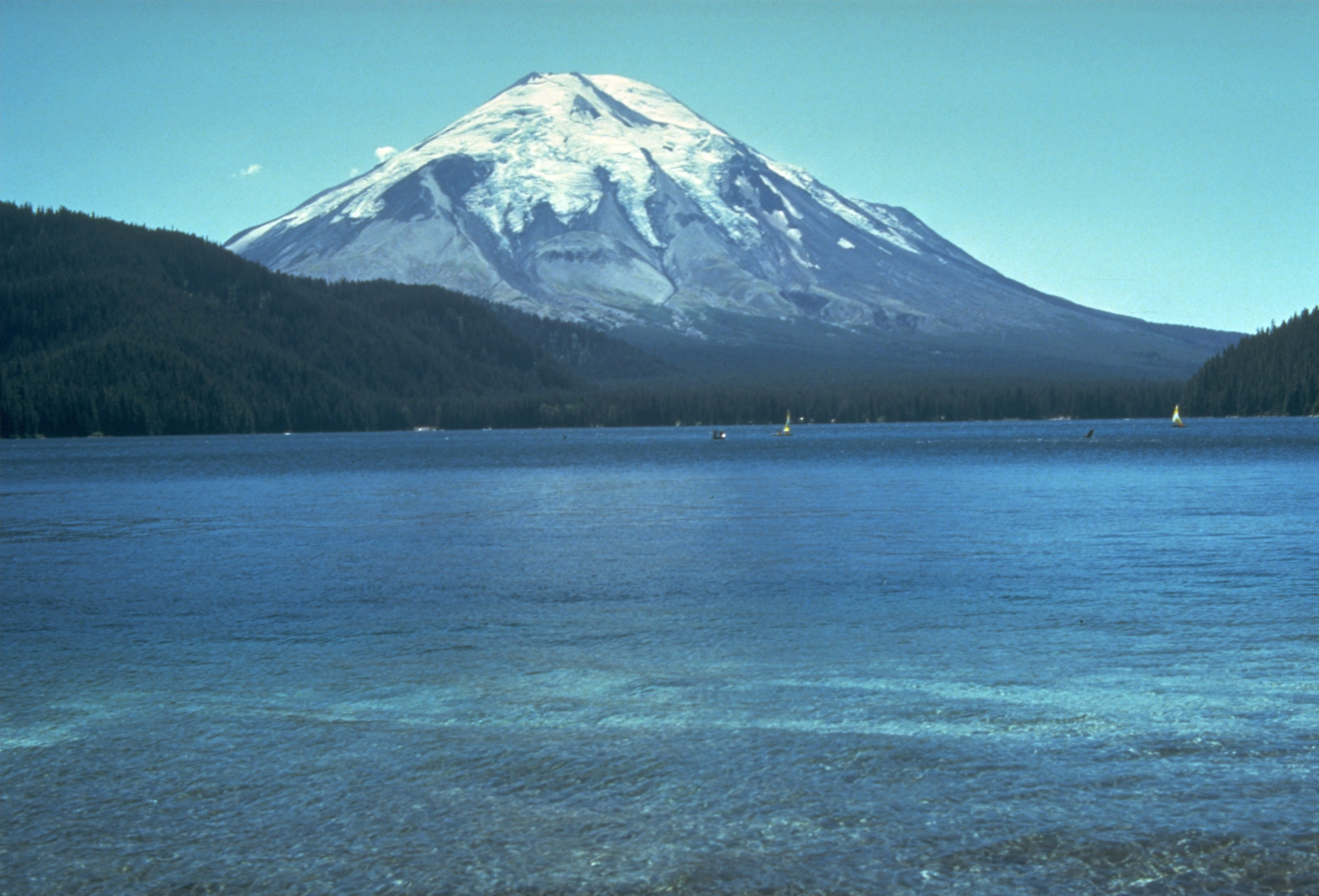
セント・ヘレンズ（1980） アメリカ
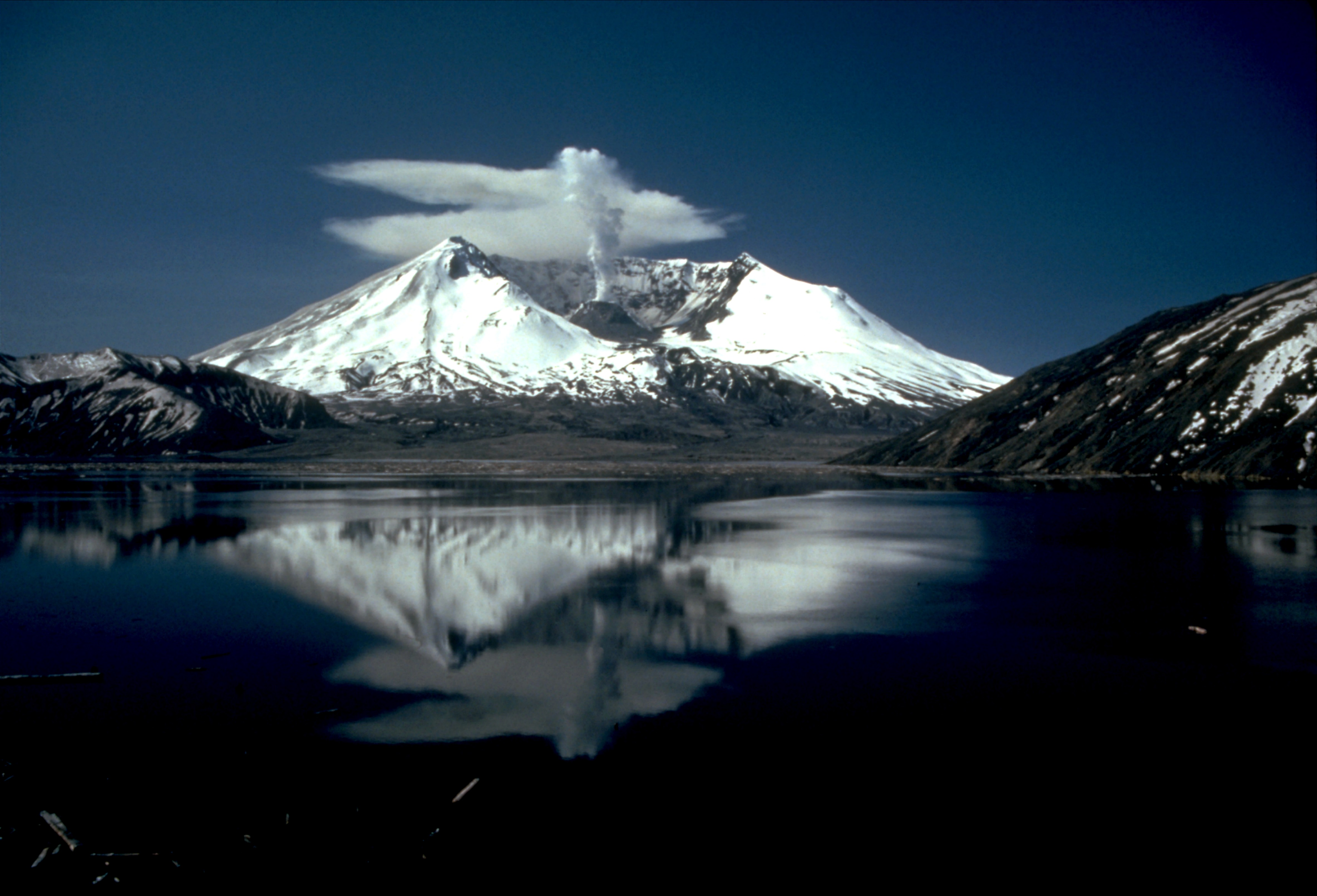
セント・ヘレンズ （1982） アメリカ
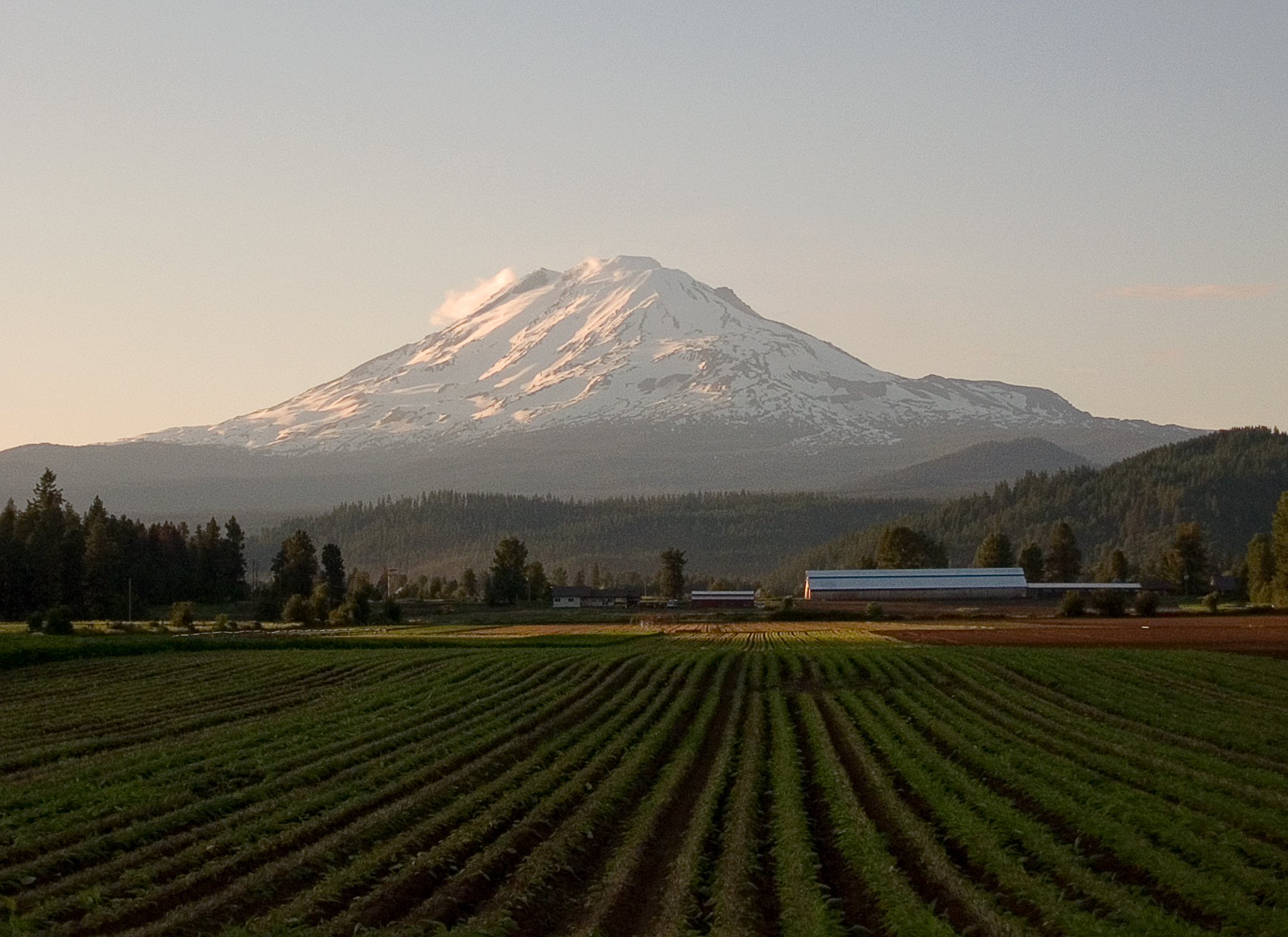
アダムズ山 アメリカ
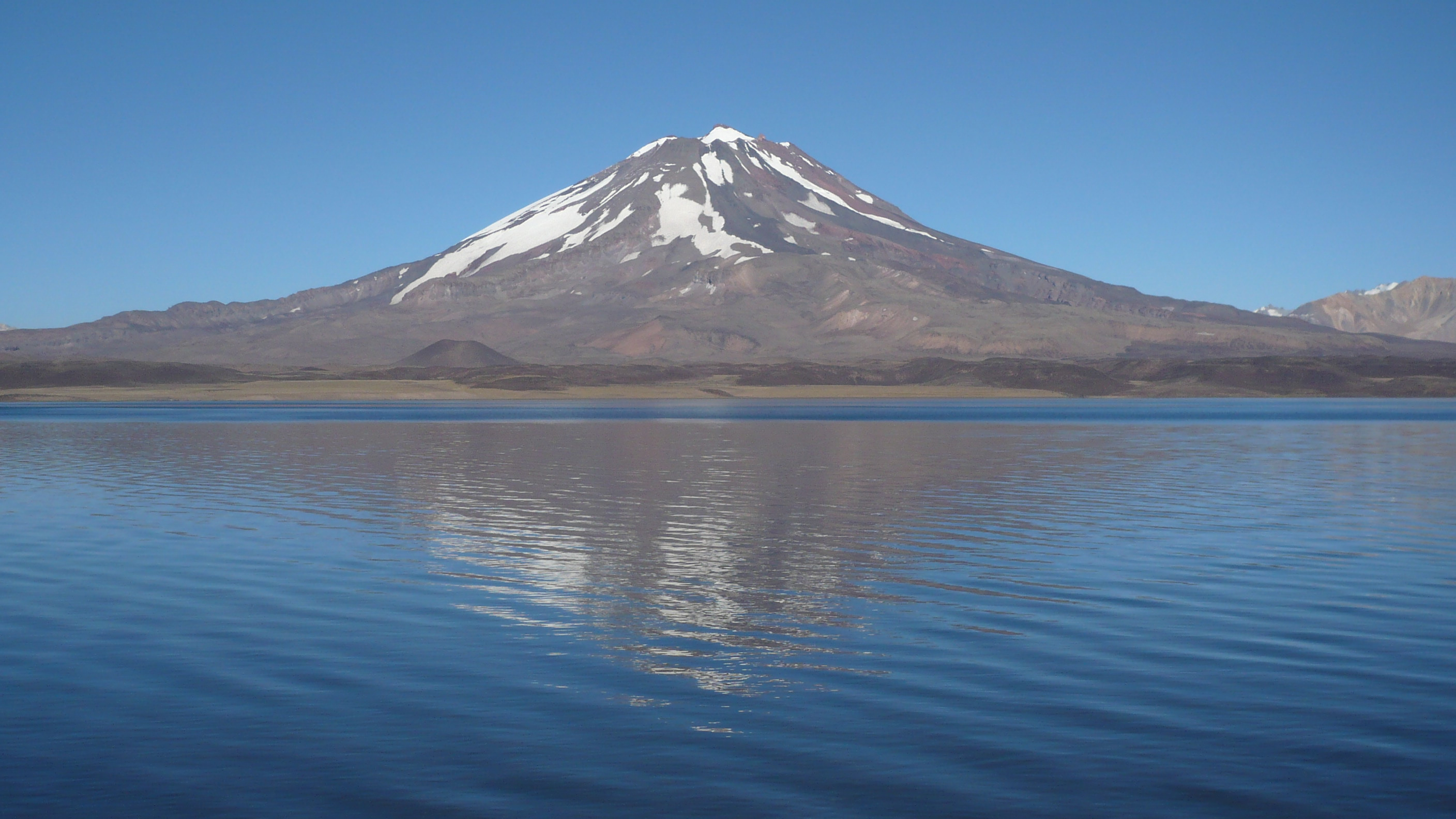
マイポ アルゼンチン
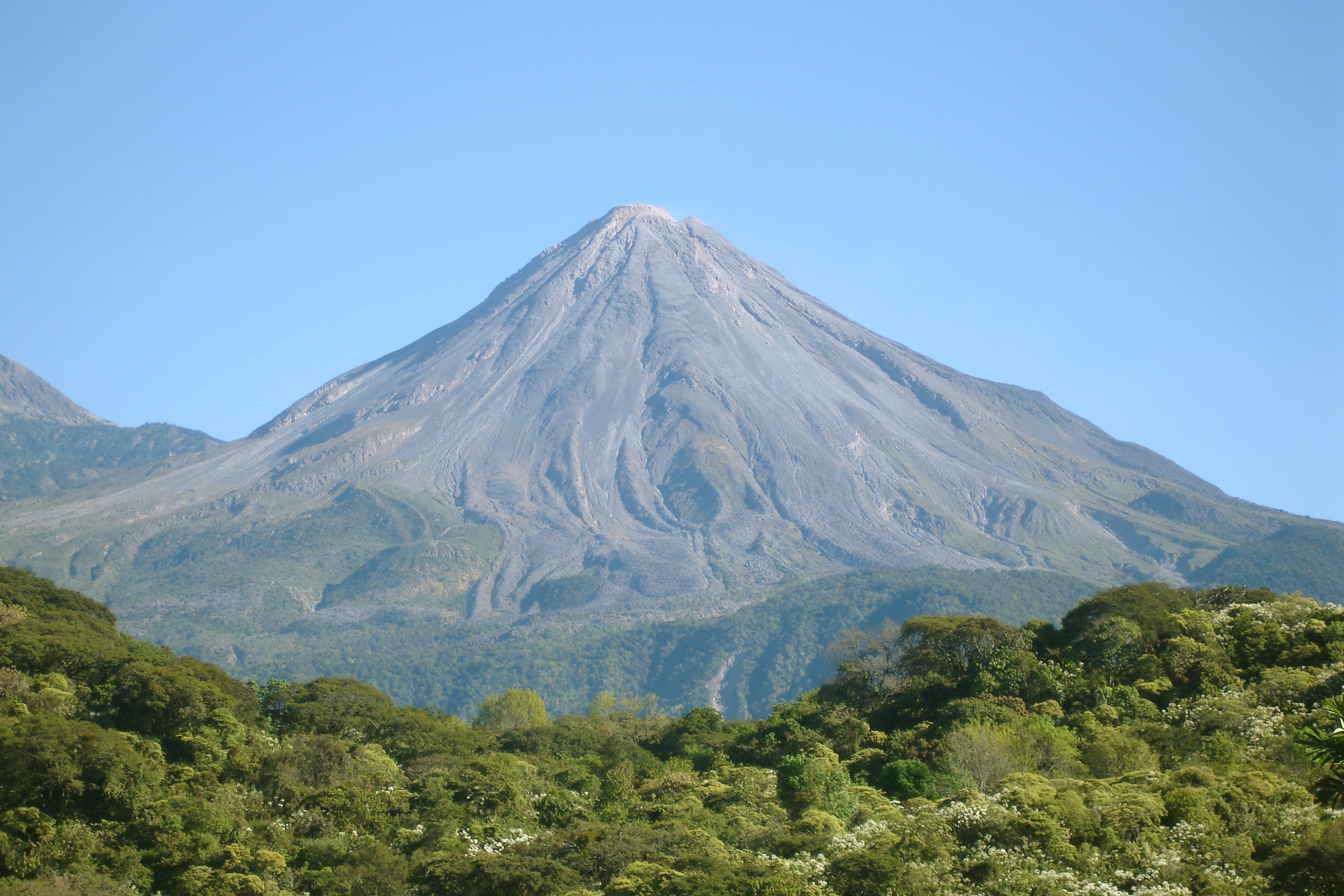
コリマ メキシコ
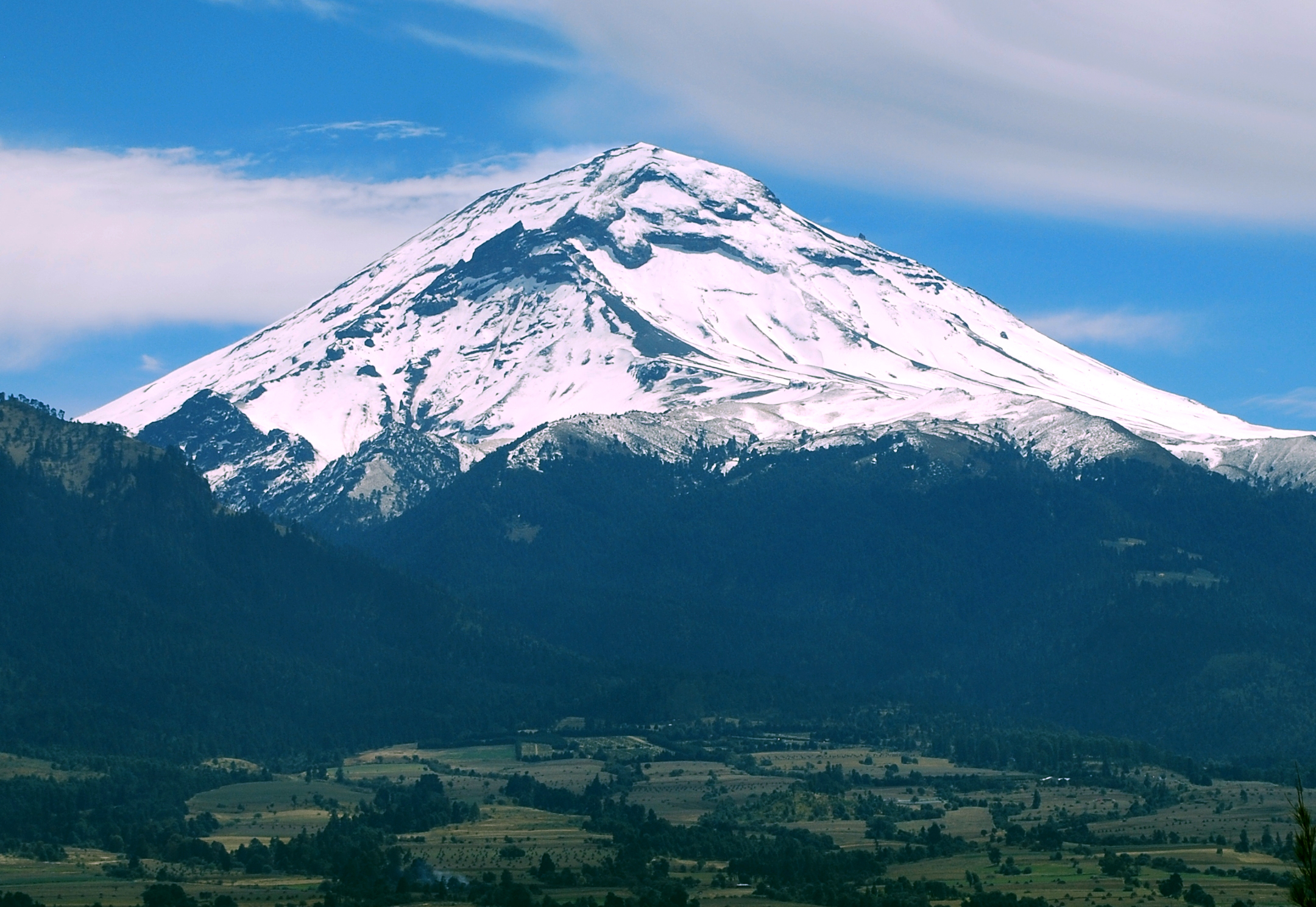
ポポカテペトル メキシコ
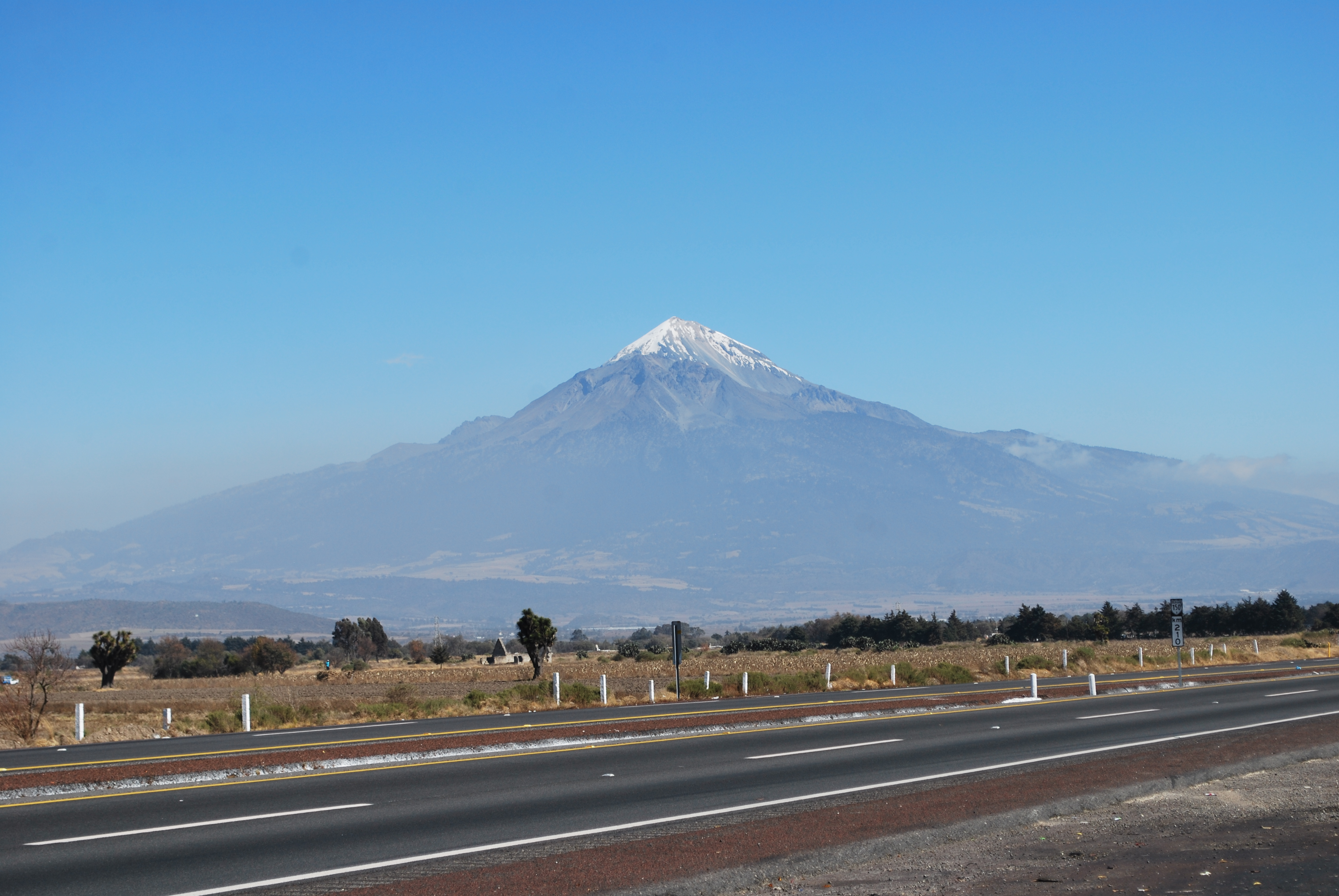
オリサバ メキシコ
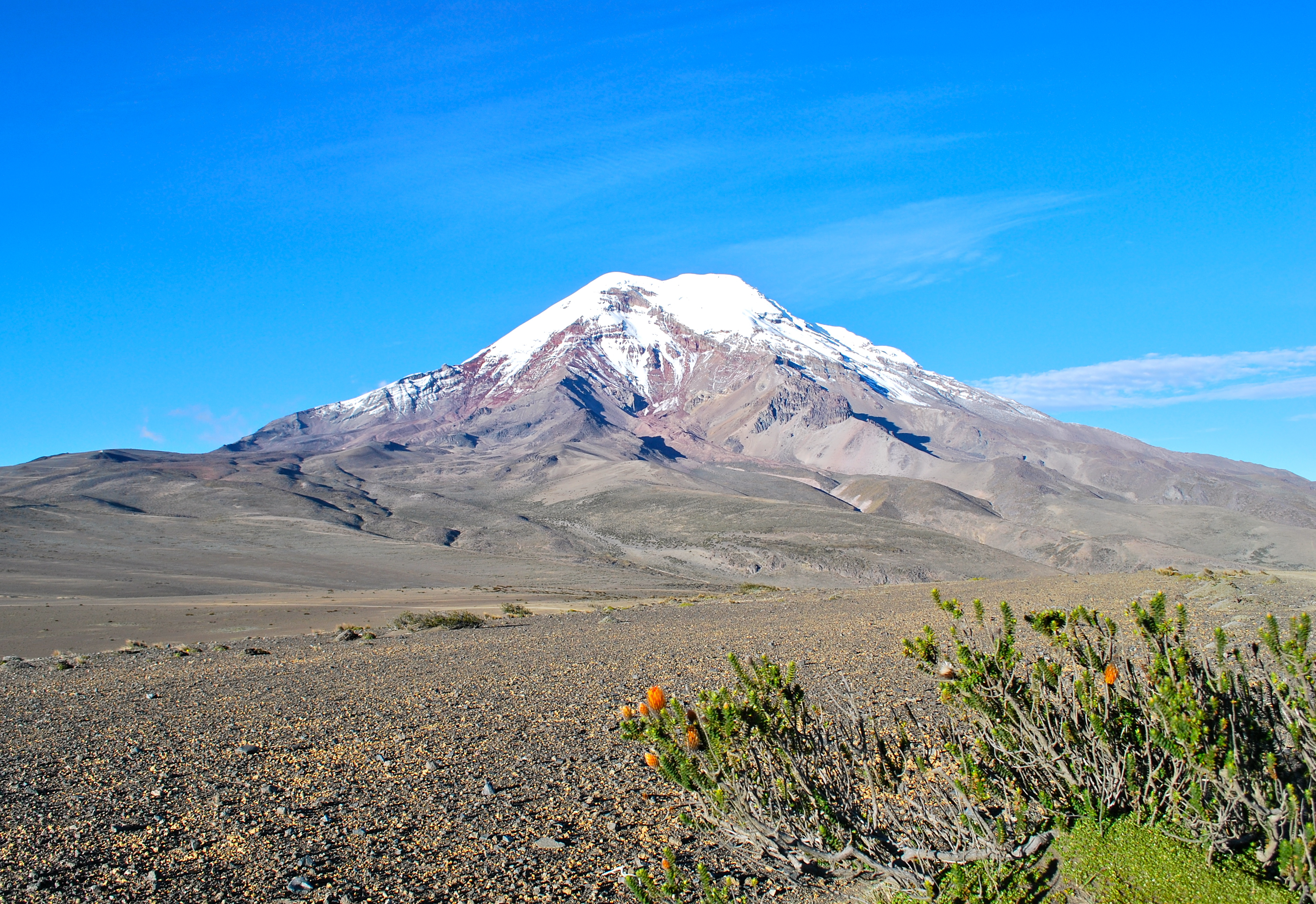
チンボラソ エクアドル
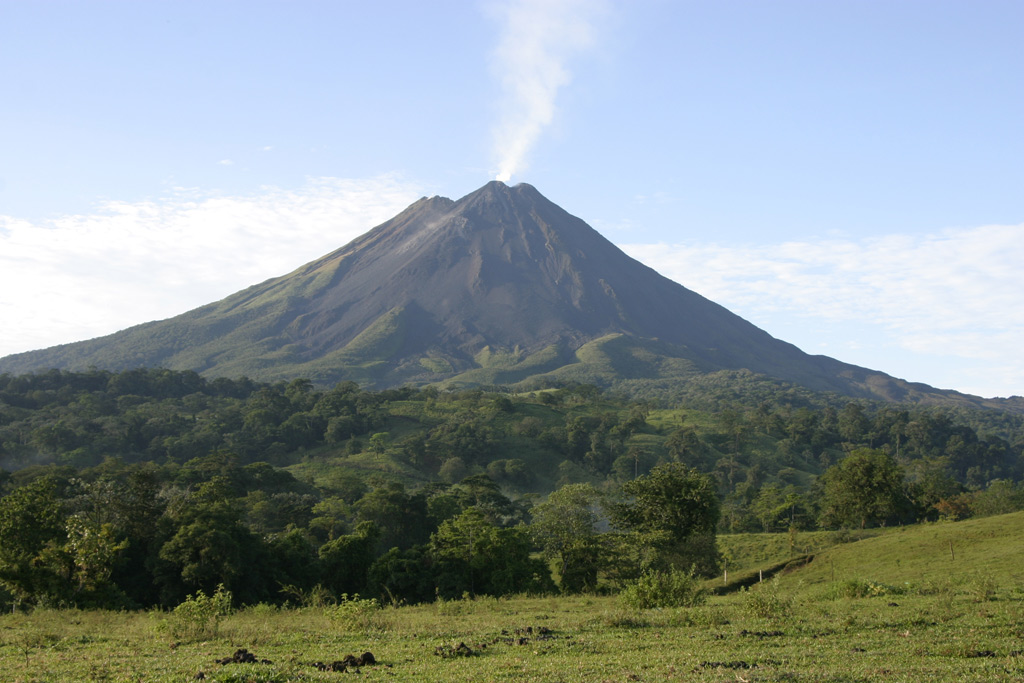
アレナル コスタリカ
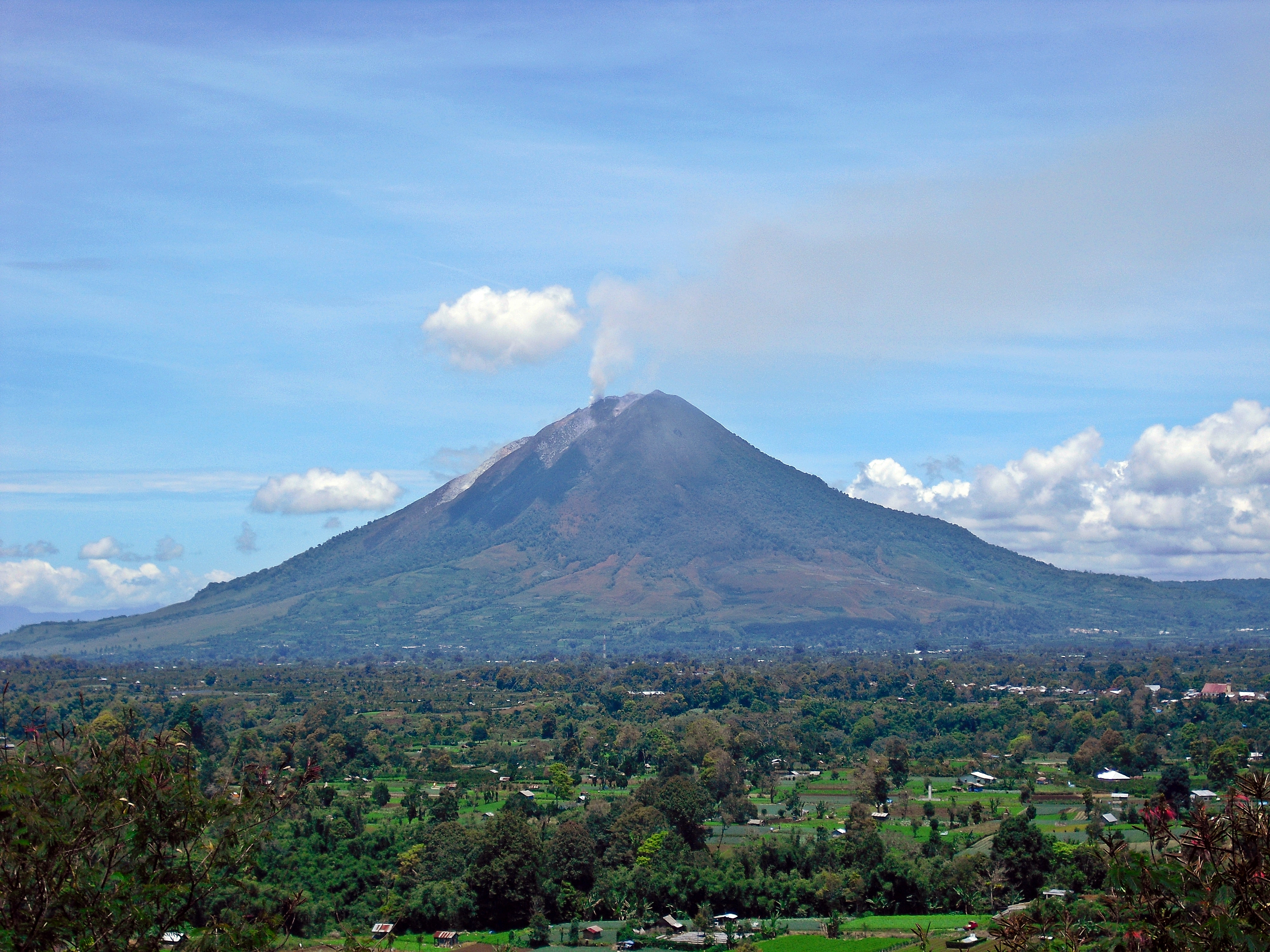
シナブン インドネシア
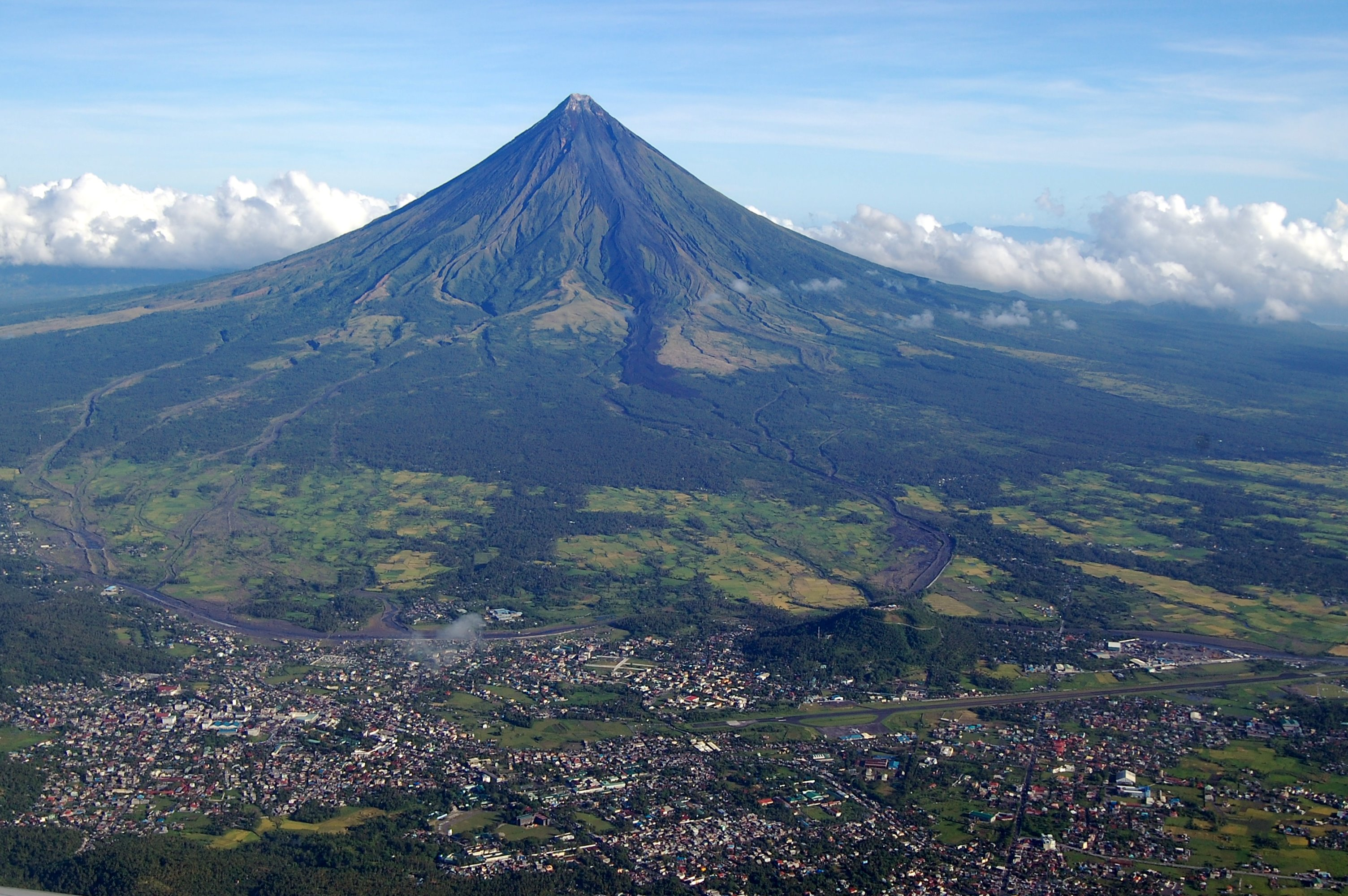
マヨン フィリピン
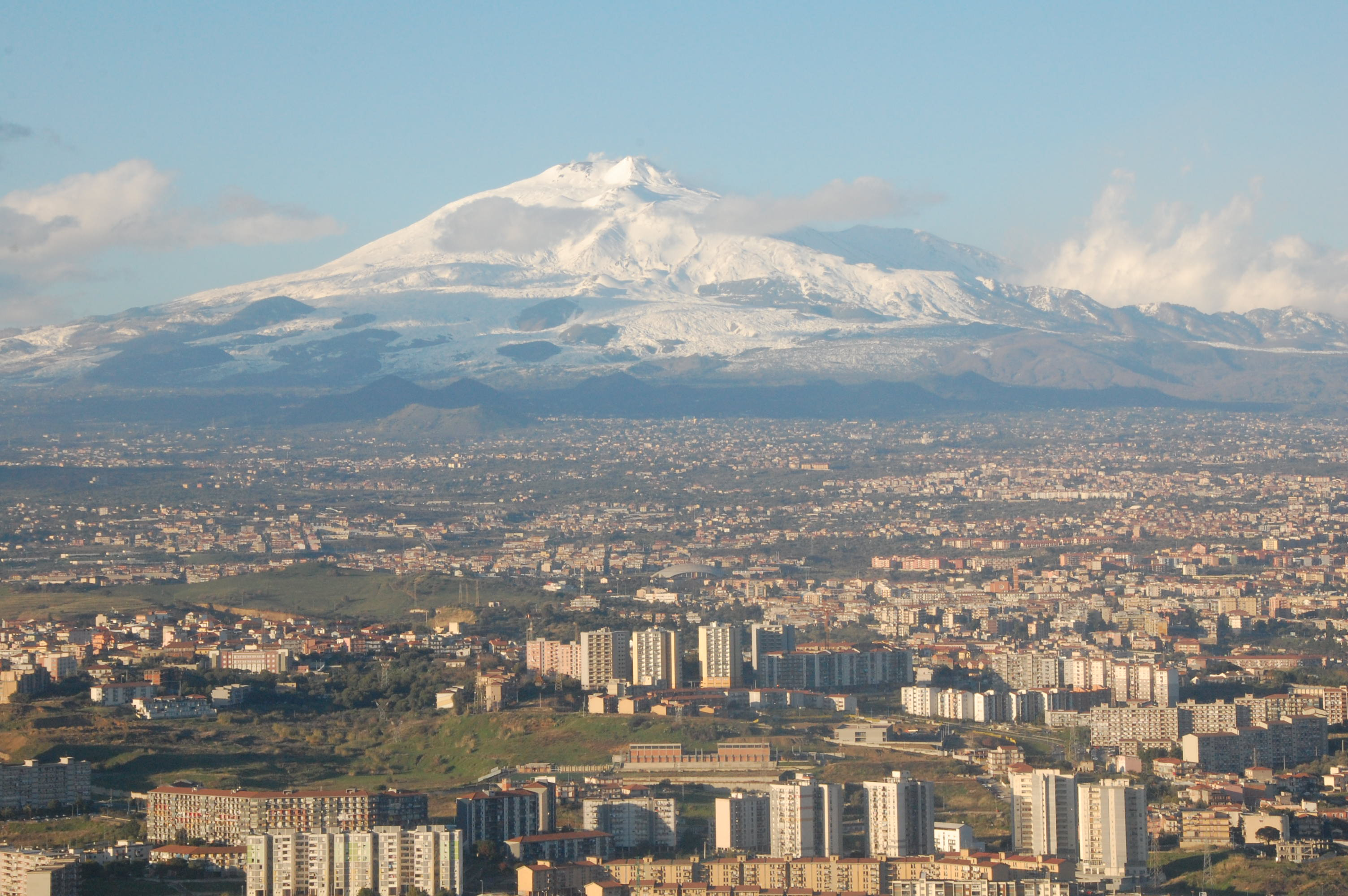
エトナ イタリア
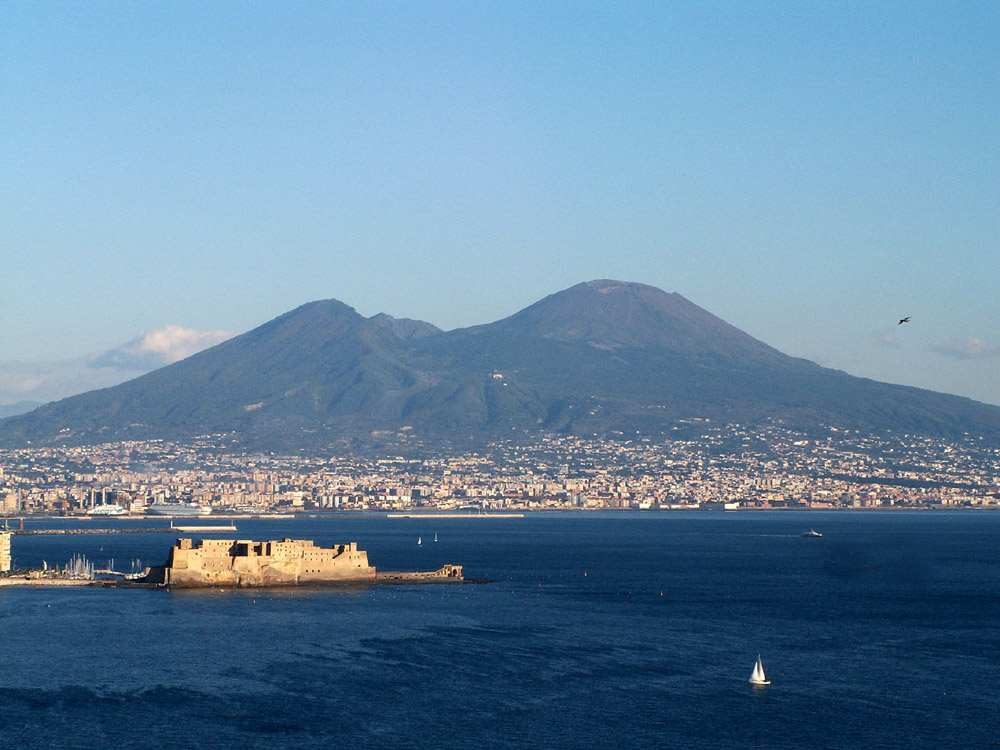
ヴェスヴィオ イタリア
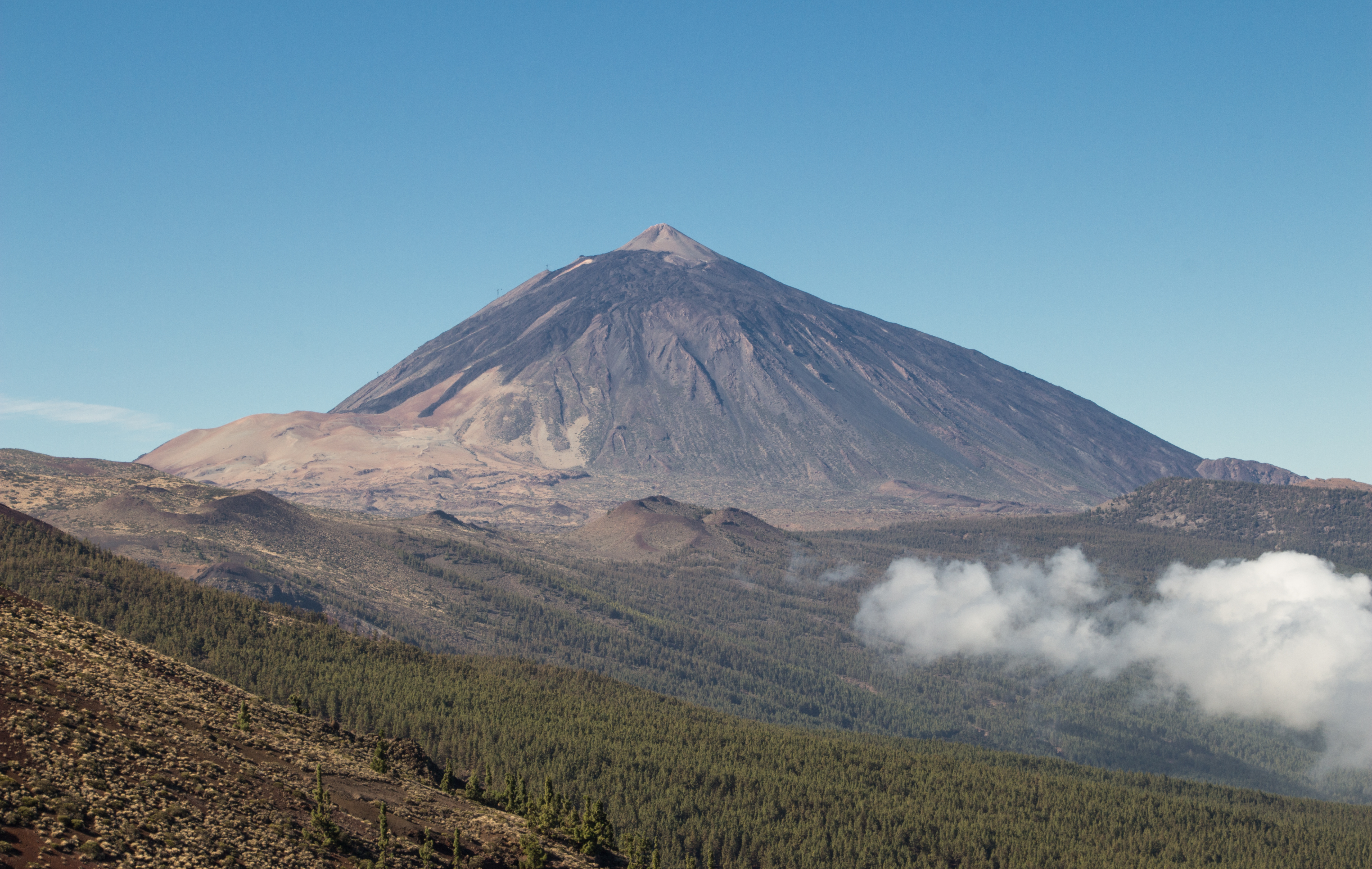
テイデ スペイン
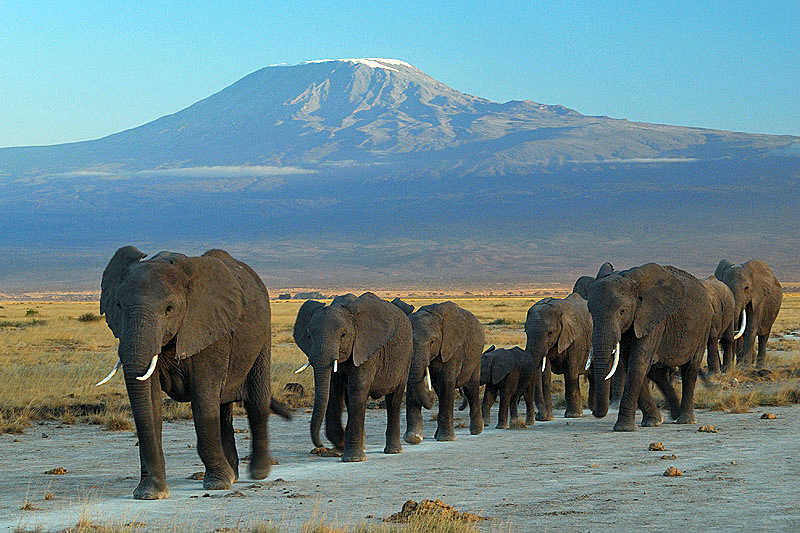
キリマンジャロ タンザニア
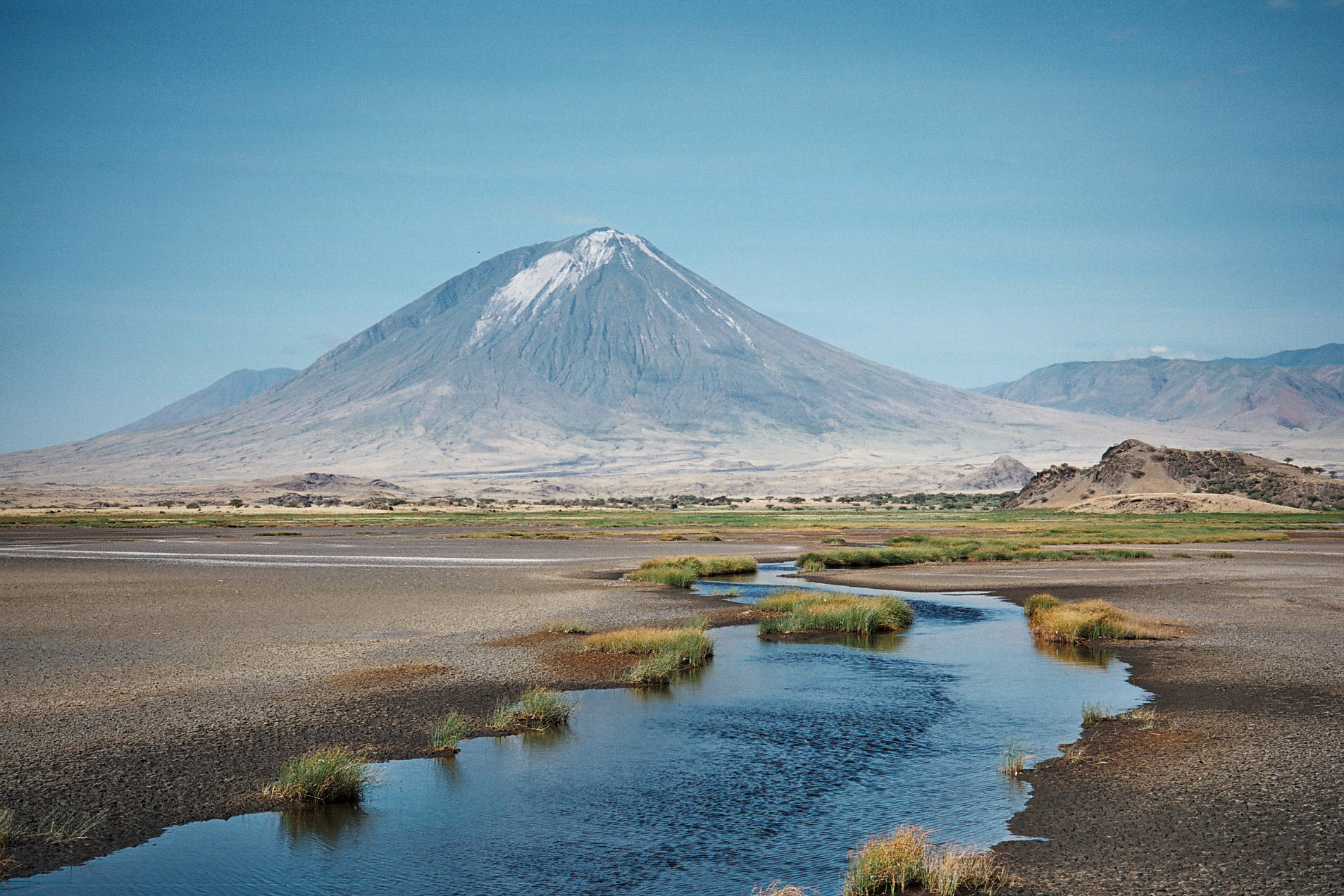
オルドイニョ・レンガイ タンザニア